# ノートレード条項
ノートレード条項（のーとれーどじょうこう）とは、主にチーム競技のプロフェッショナルスポーツにおける選手契約のオプションで、契約期間中に所属チームから他チームにトレードされない旨定める条項をいう。「トレード拒否条項」「トレード拒否権」とも呼ばれる。

## メジャーリーグにおけるノートレード条項
メジャーリーグベースボール (MLB) において、以下いずれかに該当する選手は、他球団へのトレードを拒否する権利を持つ。本記事では下記2.について解説している。
1. サービスタイムが10年以上、かつ現球団に5年以上所属している選手 (10-and-5 Rights)[1]
2. 現行契約に、以下のような条項を盛り込んでいる選手
  - 特定球団へのトレードは無条件で受け入れるが、それ以外の球団へのトレードは選手本人の同意を必要とする
  - 一切のトレードにつき選手本人の同意を必要とする

ノートレード条項が多用され始めたのは、選手に代理人がつくようになってからであり、特に複数年の大型契約を結ぶ選手や、人気球団と契約する主力選手は、契約途中でのトレードを避けるためにノートレード条項を盛り込むケースが多い。球団側は、他球団が当該選手の獲得を望んでも、選手が故障や不振に陥ったとしてもトレードできず、またサービスタイム5年以上のベテラン選手はマイナー降格拒否権を取得しているため、ロースターから外すには選手への年俸支払い義務を負ったままDFAにするか、故障を契機に負傷者リストへ登録するしかなく、球団にとって後年負担となる場合がある。
前述の通り、ノートレード条項を有していても、当該選手による同意や、条項破棄の意思があればトレードは実現可能である。例として、ニューヨーク・メッツ在籍時の松井稼頭央は、自らのノートレード条項（ヤンキース、エンゼルス、ドジャース以外の球団へのトレードを拒否するもの）を破棄し、コロラド・ロッキーズに移籍した事例がある。

## 日本プロ野球におけるノートレード条項
日本プロ野球では選手が球団と契約を締結する場合の統一様式である統一契約書様式の第21条において、所属する球団がいずれかへの球団に契約の譲渡できることを選手は予め承諾するものと定められているため、ノートレード条項のような特約を定めることは不可能である。ただし、1952年から1972年まではFA制度の前身である10年選手制度によって、選手の同意がないトレード拒否が条件を満たした一部の選手にのみ与えられていた。
1973年オフ、ロッテオリオンズの外野手・池辺巌は金田正一監督との対立から中日ドラゴンズへのトレードが内定しながら、家庭の事情から「東京を離れたくない」とトレードを拒否。その後、中日がドラフト1位・藤波行雄の入団など、外野陣の補強に成功したことから最後は本人の希望どおり残留が決まる。
1977年のシーズン前、その中日・藤波行雄が入団からわずか3年でクラウンライターライオンズの基満男らとの交換トレード（藤波と竹田和史＝基の2対1で内定）を言い渡され、任意引退も辞さない構えでトレードを拒否。結果的に残留したが球団から処分を受けている。
1985年には、読売ジャイアンツ・定岡正二が一軍のシーズン最終戦の翌日に近鉄バファローズへのトレードを通告され、拒否。29歳の若さで任意引退を決断している。
2000年代頃からのプロ野球では複数年契約や代理人交渉など、旧来の選手契約では考えられなかった事態が増えてきていることから、ノートレード条項が盛り込まれている（統一契約書第21条が球団・選手の同意により削除されている）ことも考えられるという主張が行われたり、報道でその存在が噂されることがあるが、野球協約第47条で「統一契約書の条項は、契約当事者の合意によっても変更することはできない。ただし、この協約の規定ならびに統一契約書の条項に反しない範囲内で、統一契約書に特約条項を記入することを妨げない。」とそれが不可能であることが明文化されている。このため、日本プロ野球においてノートレード条項の存在が明らかになったことはない。社会通念上ではともかく、協約上では複数年契約選手のトレードも可能であり、2009年に千葉ロッテマリーンズに在籍し複数年契約を結んでいた清水直行が横浜ベイスターズにトレードで移籍したときは問題となった。